# Tremezzo
Tremezzo là một đô thị ở tỉnh Como trong vùng Lombardia.
Đô thị này có dân số 1300 người, tọa lạc ở bờ tây của hồ Como giữa Mezzegra về phía tây nam và Griante về phía đông bắc, có cự ly cách Como khoảng 20 km. Tremezzo có diện tích 8,4 km², giáp các đô thị: Lenno (phía nam và về phía tây của Mezzegra), Menaggio (về phía bắc của Griante), Grandola ed Uniti, bên bờ hồ, Bellagio và Lezzeno. Varenna, Lierna, Bellagio, Menaggio, Limonta và Tremezzo tạo thành khu vực địa lý của Hồ Como trung tâm, được coi là phần đặc trưng và độc quyền nhất của Hồ Como, và chỉ bao gồm các làng có tầm nhìn ra bán đảo Bellagio.